# 大坑商圈
大坑商圈是位在大坑風景區境內的商圈，附近有中台科技大學，為台中市市民認為前十名及最受歡迎的商圈之一。

## 交通

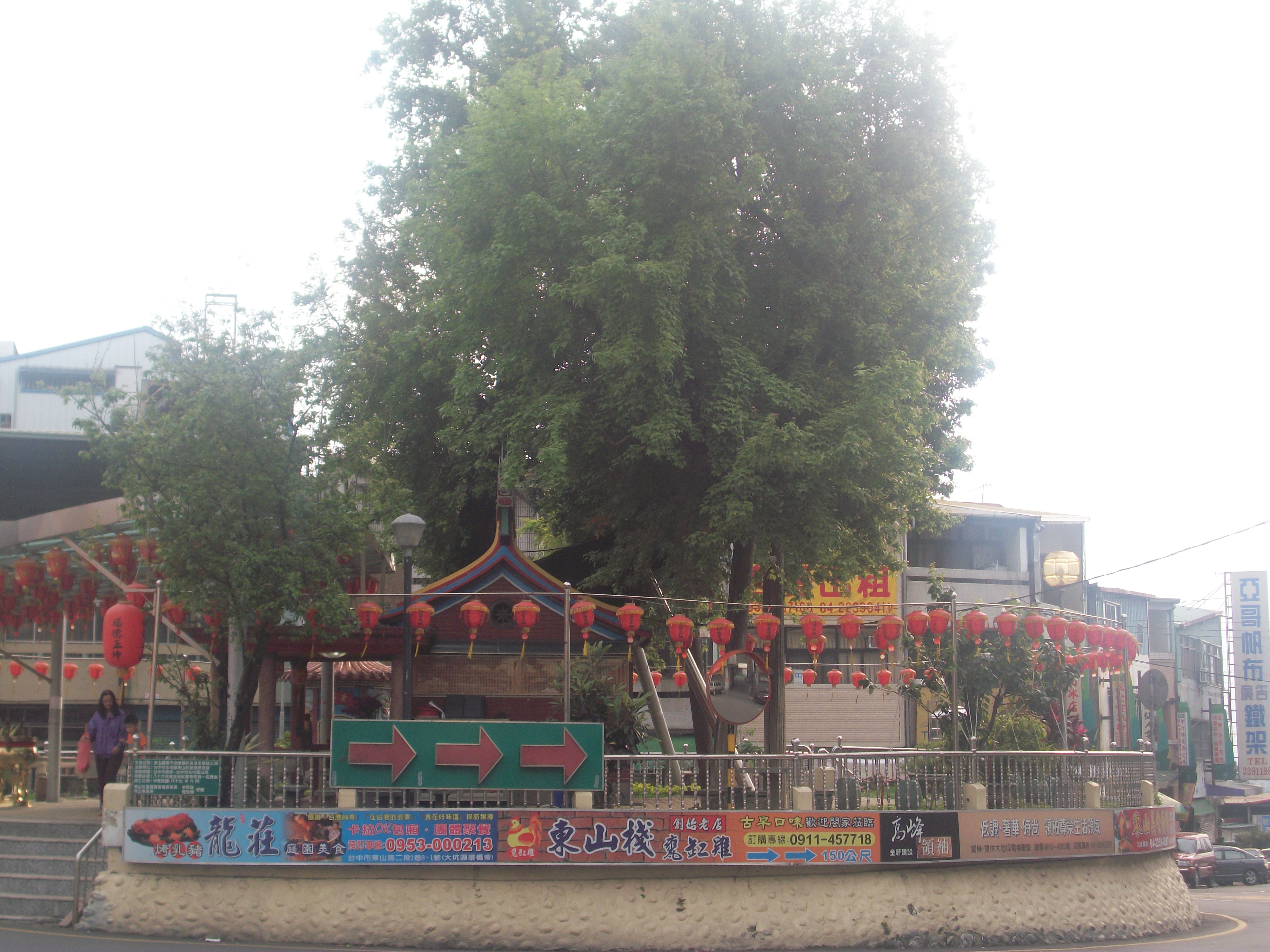
大坑圓環

東山路（縣道129號）為主要對外聯絡道路，並貫穿整區大坑地區，可以從北屯路、文心路或松竹路接往東山路到達此區。
- 自行車：太原自行車道轉大坑溪自行車道進入此區。
- 大眾運輸：
  - 台中客運：15、16、66
  - 豐原客運：51、270、271、276、277
  - 仁友客運：21
  - 統聯客運：85
  - 中台灣客運：1、20、31
  - 四方客運：68